# Contea di Cheongsong
La contea di Cheongsong (Cheongsong-gun; 청송군; 靑松郡) è una delle suddivisioni della provincia sudcoreana del Nord Gyeongsang.